# Campionato austriaco di calcio a 5 2005-2006
Il Campionato austriaco di calcio a 5 2005-2006 è stato il quarto campionato di calcio a 5 dell'Austria, disputato nella stagione 2005/2006 si è composto di tre raggruppamenti inter-regionali che hanno determinato le tre finaliste SC Ebental, Stella Rossa Tipp 3 Wien e USC Eugendorf. La fase finale si è svolta a Kapfenberg nello Sporthalle BRG Frauenriegel il 28 gennaio 2006.
Il raggruppamento orientale ha visto la Stella Rossa eliminare nel girone finale i campioni uscenti del AKA U19 St. Polten. Il raggruppamento centroaustriaco è stato vinto dal SC Ebental proveniente dal Kärnten, mentre quello occidentale ha decretato la qualificazione alla finale dei salisburghesi dell'Eugendorf.

## Fase finale
| Squadra                  | Pti | G | V | N | P | GF | GS |
| ------------------------ | --- | - | - | - | - | -- | -- |
| Eugendorf                | 6   | 2 | 2 | 0 | 0 | 14 | 10 |
| SC Ebental               | 1   | 2 | 0 | 1 | 1 | 13 | 14 |
| Stella Rossa Tipp 3 Wien | 1   | 2 | 0 | 1 | 1 | 15 | 18 |

| Ebental      | 9 - 9 | Stella Rossa |
| Stella Rossa | 6 - 9 | Eugendorf    |
| Ebental      | 4 - 5 | Eugendorf    |